# Redouane Akniouene
Redouane Akniouene (en arabe : رضوان أكنيوان) est un footballeur international algérien né le 15 janvier 1982 à El Anasser dans la wilaya d'Alger. Il évoluait au poste d'arrière droit.

## Biographie
Redouane Akniouene reçoit deux sélections en équipe d'Algérie au cours de l'année 2002. Il joue à cet effet contre la Belgique (0-0), et l'Ouganda (1-1).
Il participe avec le club du CR Belouizdad à la Ligue des champions d'Afrique.

## Palmarès
CR Belouizdad
- Championnat d'Algérie (2) :
  - Champion : 1999-00 et 2000-01.